# Куриации
Куриациите (Curiatii) са патриции фамилия от Древен Рим. Мъжете носят името Куриаций  (Curiatius). Фамилията има когномен Fistus Trigeminus.
Известни с това име:
- Тримата близнаци Куриации, които се бият за Алба Лонга против тримата Хорации - близнаци от Рим през 660 пр.н.е.
- Публий Куриаций Фист Тригемин, консул 453 пр.н.е. и децемвир 451 пр.н.е.
- Гай Курций Филон, Гай Куриаций Филон, консул 445 пр.н.е.; (може би e gens на Курциите)